# 中尼友谊桥
中尼友谊桥，是一座橫跨波特科西河，連接中国西藏自治区聂拉木县樟木镇和尼泊尔巴格马蒂省辛杜帕爾喬克县科达里的橋樑。這座橋於1964年建成開放，2010年代之前是兩國之間唯一的官方過境點。 

## 重建
2015年4月尼泊爾發生地震，這座橋遭到嚴重破壞，最後不得不拆除，這也導致兩地的邊境貿易城鎮一度變成了鬼村。2016年兩國開始修補橋樑，但由於損毀嚴重，交易並未恢復到地震之前的水平。最後中國決定重新建設一座新橋，據報導稱新橋長110m，改用雙墩鋼筋混凝土，該橋於2019年6月通車。

## 運輸連接
在大桥的尼泊尔一方，Sindhupalchok县的阿尼哥公路（简称ARM）通往加德满都。这条路是根据建筑大师阿尼哥命名的。在中国方面， 318国道经过樟木镇，随后经过拉萨，而国道的终点则是上海市人民广场。其中，318国道在拉萨到边境的一段也称作为中尼公路。

## 經濟意義
兩國政府已在當地建立了一個法律和行政便利的區域，以便在距離大橋30公里範圍內讓居住在那裡的居民互相進入和交換貨物，免去簽證要求。在這區域內，尼泊爾製造的大量商品無需繳納關稅便可以進行貿易，尤其是農產品和手工藝品。因此橋附近的經濟活動開始活躍起來。中國的藏族商人則向尼泊爾出售羊毛、鹽、茶和在當地流行的藏藥。不過在中國其他地區製造的各類商品還是占了貿易主導地位。卡車把中國其他地區製造的貨物運到中方離大橋最近的樟木鎮，卸貨後再裝上小型卡車運到無關稅區域。這種來回環繞的情況除了是因為兩地海關條例和其他行政原因導致外，還因為尼泊爾方面的道路基建不足，中方的大卡車無法直接駛入，不過在中國的幫助下，尼泊爾正在科達里鎮附近建造一個新的卡車倉庫，有助緩解情況。運到邊界的一些商品也在當地村里出售，許多藏人將房屋的底層出租給來自中國其他地區的商人。每天約有500名尼泊爾人過友誼橋出售他們的產品或購買中國商品自用或在本國轉售，中國方面則每天約有250名中國人過橋。